# Xã St. Lawrence, Quận Hand, Nam Dakota
Xã St. Lawrence (tiếng Anh: St. Lawrence Township) là một xã thuộc quận Hand, tiểu bang Nam Dakota, Hoa Kỳ. Năm 2010, dân số của xã này là 61 người.